# Gente Fina É Outra Coisa (série de televisão)
Gente Fina é Outra Coisa é uma série portuguesa de humor realizada em 1982, emitida pela RTP1, e protagonizada por Amélia Rey Colaço (1898-1990).

## Sinopse
Os Penha Leredo, uma ilustre família aristocrática, agora completamente arruinados, precisavam de dinheiro. O empreendedor da família tem então a ideia de receber na sua mansão, hóspedes ricos que pudessem ajudar a recompor as finanças familiares. Mas havia um problema: a matriarca da família (Amélia Rey Colaço) não podia saber que eram hóspedes e portanto eles tinham que se fazer passar por parentes distantes que vinham de longe.

## Elenco
- Amélia Rey Colaço - Matilde Francisca Eufrosina de Santo Eustáquio  Penha Leredo Solomon Bentorrado Corvelins
- Nicolau Breyner - Horácio (mordomo)
- Ruy de Carvalho - Guilherme Corvelins Penha Leredo (filho de D. Matilde, casado em segundas núpcias com Leonor)
- Mariana Rey Monteiro - Emília (criada de fora)
- Carlos César (Actor) - Afonso Corvelins Penha Leredo (filho de D. Matilde, solteirão)
- Margarida Carpinteiro - Isabel Penha Laredo Mascarenhas (neta de D. Matilde e filha de Piedade)
- Luísa Barbosa - Piedade Corvelins Penha Leredo Mascarenhas (filha de D. Matilde e viúva)
- Simone de Oliveira - Leonor Albuquerque Penha Leredo (segunda mulher de Guilherme)
- Luís Esparteiro - Tiago Almada Penha Leredo (filho do primeiro casamento de Guilherme)
- Filipa Trigo - Marta Almada Penha Leredo (filha do primeiro casamento de Guilherme)
- Luís Pavão - António Cavalheiro (agente turístico que selecciona turistas/"parentes" para a residência dos Penha Leredo)

## Actores convidados
- Fernanda Borsatti - Henriqueta da Piedade Silva Costa Gomes (Bentorrado para se fazer de parente da família Penha Leredo)
- António Montez - Eduardo Gomes
- José Jorge Duarte - Jorge Costa Gomes (Bentorrado para se fazer de parente da família penha Laredo )
- Carlos Wallenstein - António Nuno Vasconcelos Ervedosa de Milheiros
- Luísa Roubaud - Mena
- Dulce Guimarães - Namorada 2
- Ana Sousa - Namorada 3
- Manuel Oliveira - Carlos
- Lídia Franco - Clara
- Morais e Castro - Aníbal
- Fernanda Garção - Ex-mulher de Aníbal
- Tozé Martinho - Ex-marido de Clara
- Ivone Silva - Madame Estrela
- Jorge Nery - Elmano
- Maria Clementina - Alzira
- Carlos Rodrigues - Cristóvão
- Carlos Cabral - Roberto Pineda
- Linda Silva - Alice
- Henrique Santos - Comandante Hipólito
- Henrique Viana - Capitão Serafim
- Catarina Rebelo - Tenente Dolly
- Cunha Marques - Inspector Henriques
- Betty Faria - Heloísa / Olívia / Helvética Costa Lopes de Araújo Gralher / Celina / Madalena
- Paiva Raposo - Augusto
- Rosa Lobato de Faria - Laura
- Varela Silva - Reginaldo de Sousa
- Rui Mendes - Teodoro Otolini
- Maria Salomé Guerreiro - Mafalda
- José de Carvalho - Columbano
- Fernando Loureiro - Sergei Romanoff
- Manuela Carona - Anna Vandenberg
- Fernando Soares - Pascoal

## Episódios
- 1. A Família
- 2. Os Gomes de Preciosas
- 3. Três aparições e um paraquedista
- 4. O chá dos quatro
- 5. Dona Estrela
- 6. Até que a natureza funcione
- 7. Manobras da NATO
- 8. O amor tem o ciclo das flores
- 9. Três pontos, parágrafo
- 10. O Cantor de Ópera
- 11. O Jogo dos Romanoff
- 12. Gente Fina é Outro Fim

## Curiosidades
- Gente Fina É Outra Coisa foi exibida no horário nobre da RTP1, às sextas-feiras.
- Foi bastante noticiada a presença no elenco de Amélia Rey Colaço, grande dama do teatro português. D. Amélia aceitou o convite com alguma relutância, já que, com 84 anos de idade, estava afastada dos palcos há quase 10 anos e esta era a sua estreia em televisão.
- O episódio 'O amor tem o ciclo das flores', exibido no dia 31 de Dezembro de 1982, contou com a participação de Betty Faria. Em entrevista à revista TV Top, a atriz brasileira descreveu este trabalho da seguinte forma: “Vou fazer cinco personagens distintas. Vou fazer uma mulher vamp, que vai aparecer com este fato que você está vendo, assim, insinuante p’ra burro. Depois faço uma mulher completamente desequilibrada, que é hospedeira de bordo, como vocês chamam cá. Faço também uma vendedora de livros, faço uma atriz e faço uma prima que vem do Rio de Janeiro. Essa sou eu mesma”.
- Em 2000, num especial de estreia da novela Água Viva, exibido no extinto canal GNT, a atriz recordou que esta foi a primeira oportunidade que teve de trabalhar em Portugal e que o convite partiu de Maria Elisa.
- Entre 1982 e 1994, Gente Fina É Outra Coisa foi exibida de 4 em 4 anos:

- Em 1986, repetiu na RTP2, a partir de 23 de Julho.
- Em 1990, foi a primeira série a ser reposta na rubrica Sem Legendas, ao início da tarde na RTP1, entre 17 de Setembro e 2 de Outubro.
- Em 1994, regressou novamente à RTP2.
- Estreou na RTP Memória a 17 de Setembro de 2005 e, desde então, tem sido exibida diversas vezes.

## Brasão das Armas
A família tem como brasão de armas as que correspondem à seguinte descrição heráldica: "Escudo de formato fantasia, esquartelado, o primeiro e o quarto: de ouro, uma cabeça cortada de cabra, de vermelho; o segundo e o terceiro: de vermelho, uma flor de liz de ouro. Elmo posto de perfil. Paquife dos esmaltes do escudo. Timbre não representado". Esta é a versão correcta que não viola a Lei da Iluminura e que aparece em pratos armoriados que se vêm num dos episódios da série.
Há ainda uma versão heraldicamente incorrecta e que surge representada no avião de Guilherme. Seria: "Escudo de formato fantasia, esquartelado, o primeiro e o quarto: de vermelho, uma cabeça cortada de cabra, de ouro; o segundo e o terceiro: de vermelho, uma flor de liz de ouro. Elmo posto de perfil. Paquife de ouro. Timbre não representado".
Não se sabe a origem destas armas, salvo a origem da cabeça de cabra. Parece que um antepassado da família, um tal D. Tancredo, se terá alimentado exclusivamente de leite de uma cabra que com ele partilhava uma pequena fortaleza na qual se encontrava sitiado. Das flores-de-liz não há memória, mas parecem estar relacionadas com a Heráldica francesa, quer seja através da ascendência francesa da própria actriz Amélia Rey Colaço, quer seja através dos costados Bentorrado da ficcional família. Aparentemente, estes costados entroncam numa família de reles taberneiros aragoneses que muito embaraçam a D. Matilde...